# Río Caura
El río Caura es un río del estado Bolívar, en Venezuela. Este río se ubica entre los municipios Cedeño y Sucre del estado ya nombrado, es decir, al sureste de Venezuela. El río tiene una longitud de 723 km hasta desembocar en el río Orinoco. Es el tercer río de Venezuela por su caudal. Su afluente más importante es, por la margen izquierda, el río Erebato, también muy caudaloso. Es un río de aguas oscuras, como corresponde a los ríos guayaneses como el propio Orinoco en su curso superior (conocidos como ríos de aguas negras). El motivo de esta coloración se debe a los ácidos húmicos de la vegetación de selva, como se señala en el artículo sobre la cuenca del Orinoco.
Las poblaciones más importantes de la zona son Maripa, en la margen derecha del Caura, a unos 52 km aguas arriba de su desembocadura en el Orinoco; Santa María de Erebato, un pueblo de misión, como muchos en la Guayana venezolana y algunas otras.

## El microclima creado por las aguas del Caura
El río Caura, debido a su gran caudal, es un río sin nubes en horas de la mañana como sucede con el mismo Orinoco, fenómeno visible en las imágenes de satélite y que está explicado en el artículo sobre la diatermancia. En su cuenca se encuentran mesetas de arenisca muy elevadas y con una abundante pluviosidad, como son las mesetas de Jaua y de Sarisariñama. En esta última se encuentran las simas de Sarisariñama, curiosas formaciones similares a los profundos y amplios pozos que se forman en regiones cársticas, con la salvedad de que aquí se trata de mesetas de arenisca.        

## El Alto Caura
En sus inicios, el curso superior del Caura recibe el nombre de Merevari, y es un río mesetario, con numerosos saltos y raudales en forma escalonada, en la que dichos raudales se enlazan con trechos con un desnivel mucho menor. El nacimiento del Merevari se localiza al sur de la Meseta de Jaua, que rodea en parte por su margen izquierda y una serie de cerros de unos 1000 m de altitud, que sirven de divisoria de cuencas, además de la del Merevari o Caura, la del río Ventuari, en el estado Amazonas, la del Padamo, también en el estado Amazonas, y la del río Labarejuri, río brasileño, ya en la cuenca del Río Branco (río Blanco), afluente del Amazonas. El Merevari desciende unos 239 metros en unos 80 km antes de unirse al Caura propiamente dicho.

## El Caura Medio
Puede ubicarse el tramo medio del río Caura entre la confluencia del Merevari (o mejor dicho, desde el punto donde el Merevari pasa a llamarse Caura) y el Salto Pará, el cual quedaría incluido en este tramo. Presenta varios raudales, como el Bucade y el Carapo y recibe a su principal afluente el río Erebato. La dirección del río en este tramo es sensiblemente sur-norte y va aumentando progresivamente en caudal por el encajonamiento en un valle amplio rodeado de mesetas (tepuyes) elevadas con unas precipitaciones elevadas (unos 2.500 mm o más)

### El río Erebato
Nace en la meseta del Uasadi-jidi y recorre casi 100 km con fuerte desnivel con raudales que pueden verse en las imágenes de satélite antes de unirse al río Abadú, su afluente más meridional y desde esta confluencia recorre unos 200 km antes de su confluencia con el Caura. Es un río también mesetario, aunque en gran parte navegable y con numerosos meandros y lagos en herradura antes de su desembocadura en el Caura. Su población más importante, Santa María de Erebato, es un pueblo de misión, como la mayor parte de las poblaciones de la Guayana venezolana. En esta región se intentó desarrollar el cultivo del café, aunque probablemente con poco éxito, dadas las enormes distancias de recorrido fluvial para vender la producción y también por la escasa población de la zona.

### Salto Pará

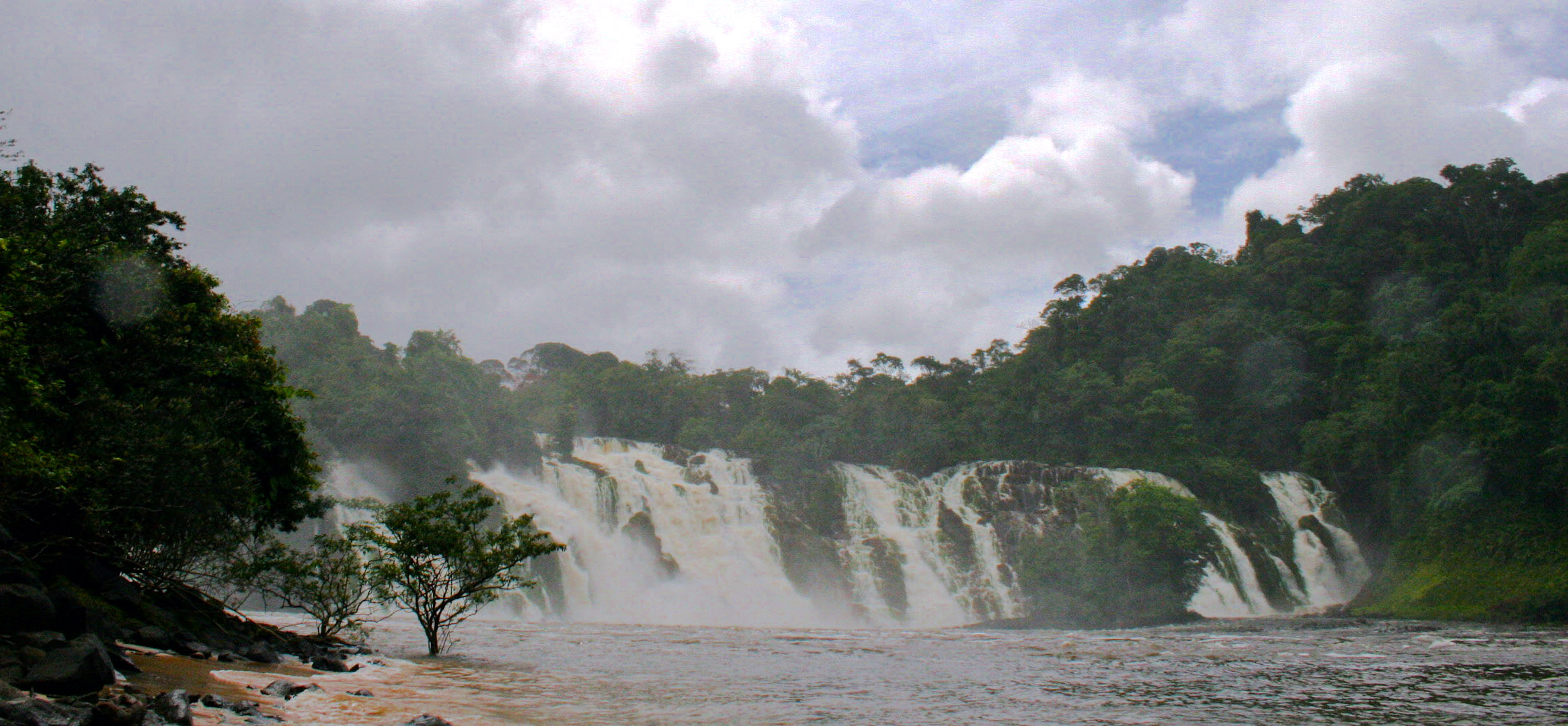
Salto Pará en el río Caura

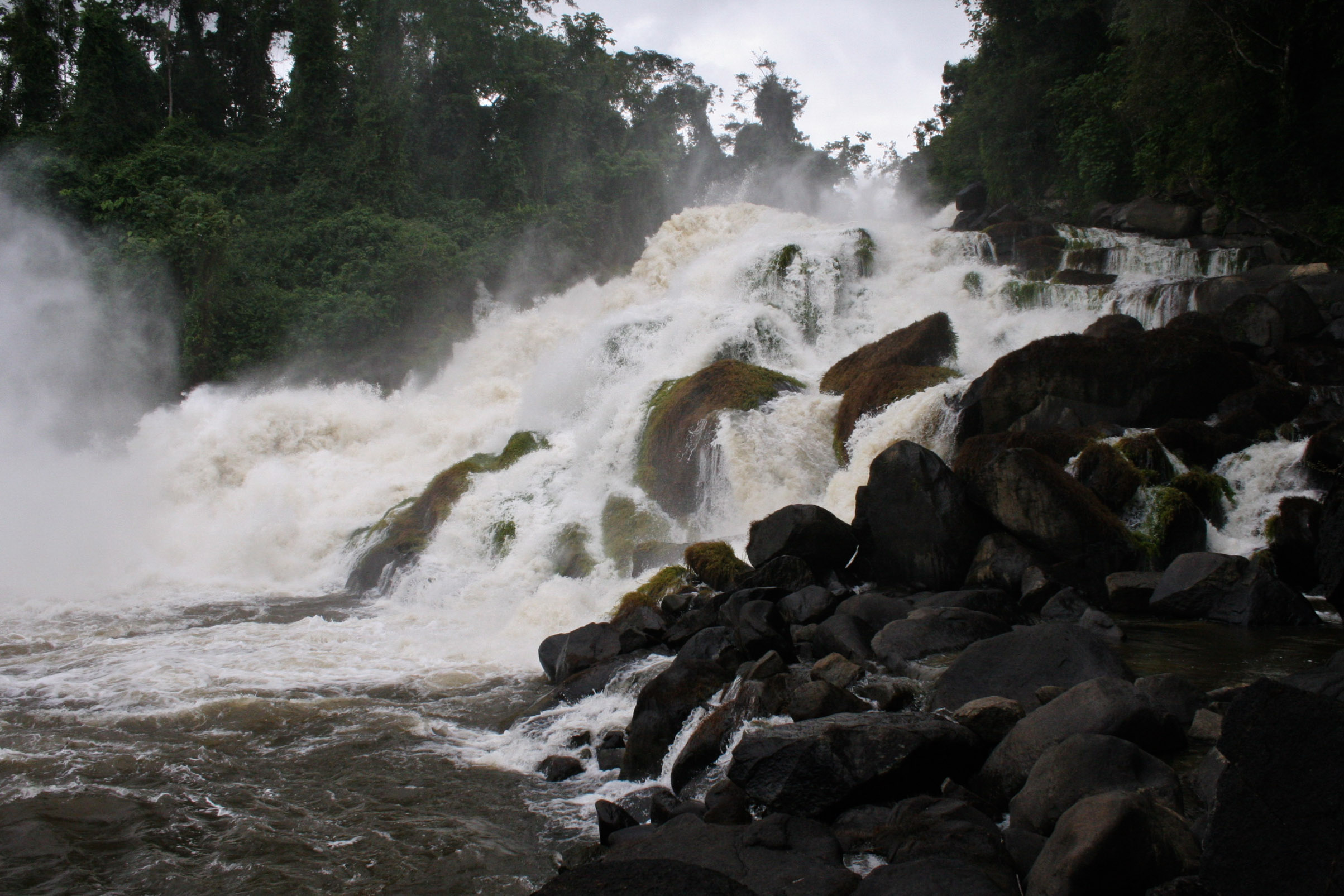
Salto Pará en el río Caura. Detalle.

El río Caura tiene una gran importancia turística y un enorme potencial hidroeléctrico, principalmente en el Salto Pará, que se encuentra a 257 km del Orinoco, a 195 de Maripa y 50 km aguas abajo de la confluencia del Erebato con el propio Caura, por lo que ya se encuentra en un punto donde es muy caudaloso. Unos kilómetros antes del Salto Pará, el Caura se divide en dos brazos principales y otros más pequeños en el punto donde comienza un fuerte desnivel, con raudales y pequeños saltos () y es al reunirse de nuevo, cuando se presenta el verdadero salto Pará, de dimensiones notables más por su caudal que por su altura. En total, los raudales anteriores del  salto Pará, más el propio salto tienen un desnivel de 168 m a lo largo de 7 km de recorrido por tierra, según indica Pablo Vila. En la zona se ubica un excelente lugar turístico del municipio Sucre del estado Bolívar (Maripa) conocido como la Cuenca del Caura. 
Para llegar al río Caura se puede ir, desde el Orinoco en barco; también por tierra, desde Ciudad Bolívar hasta Maripa y remontar el río Caura en embarcación hasta el Salto Pará, de gran interés paisajístico; y también por aire, en avión privado al campamento turístico a orillas del Caura  o en avión comercial desde Ciudad Bolívar y luego por tierra hasta cualquier parte del río donde desee.